# Graisse (typographie)
Pour l’article homonyme, voir Graisse.
En typographie, la graisse est l’épaisseur d’un trait ou d’un caractère. En augmentant la graisse d’un caractère maigre, on obtient un caractère demi-gras, puis gras, et ainsi de suite.

## Utilisation
L’utilisation de différentes graisses permet d’établir une hiérarchie entre les mots. Ainsi, les titres et sous-titres peuvent être mis en gras. De même, au milieu d’un texte, mettre en gras un ou plusieurs mots permet d’insister sur leur importance.
Écrire un texte entièrement en semi-gras ou en gras peut être intéressant dans certains cas, notamment pour obtenir un gris typographique équilibré en rapport avec l’esprit du texte, ou harmoniser l’ensemble d’une page en utilisant différents caractères. Pour des questions optiques, on utilise parfois le demi-gras au lieu du gras dans un texte composé dans une couleur claire sur un fond foncé. De même, l’emploi du gras ou du demi-gras se justifie lorsqu’on veut composer un texte en typographie avancée (avec exposants, petites capitales, etc.) sans disposer desdites fontes.
Autrefois, on considérait que pour des questions d’impact, les caractères gras étaient utiles en publicité, car visibles de loin et permettant d’affirmer la « présence » de l’annonceur. De nos jours, si les caractères gras permettent de mettre en évidence du texte, la publicité utilise bien d’autres options typographiques.

## Différentes graisses

Huit différentes graisses dans la police Helvetica Neue.

À l’extrême, les fontes de caractères peuvent être déclinées selon les dénominations suivantes, par graisse croissante (entre parenthèses, la valeur CSS correspondante) :
1. ultra-léger, ultra-light ;
2. mince, thin (font-weight : 100) ;
3. extra-léger, extra-light (font-weight : 200) ;
4. léger, light (font-weight : 300) ;
5. normal, régulier ou courant, regular (font-weight : 400) ;
6. medium ou moyen, regular (font-weight : 500) ;
7. demi-gras ou semi-gras, semi-bold (font-weight : 600) ;
8. gras, bold (font-weight : 700) ;
9. extra-gras, extra-bold (font-weight : 800) ;
10. noir, black (font-weight : 900) ;
11. extra-noir, extra-black.

Cette liste est bien évidemment non exhaustive, tant il existe de manières de nommer une graisse.